# Juglans steyermarkii
Juglans steyermarkii är en valnötsväxtart som beskrevs av Jacob Warren Manning. Juglans steyermarkii ingår i släktet valnötter, och familjen valnötsväxter. Inga underarter finns listade i Catalogue of Life.